# Juvénal Uwilingiyimana
Juvénal Uwilingiyimana (1951-2005) va ser un polític ruandès. Va ocupar el càrrec de Ministre de Comerç i com a cap de parcs nacionals. Era un hutu ètnic i es va originar a la prefectura de Gisenyi.
El 1989, va ser nomenat Ministre de Comerç al govern MRND de Juvénal Habyarimana. El 1994 es va convertir en el director de turisme nacional en el govern provisional després de l'assassinat de Habyarimana. Després del genocidi
Poc després, arran de la victòria de l'RPF després del genocidi de Rwanda, Uwilingiyimana va fugir de país. A partir de 2005, vivia a Anderlecht, Bèlgica, un suburbi de Brussel·les.
El 10 de juny de 2005 va ser acusat de complicitat en el genocidi de Ruanda pel Tribunal Penal Internacional per a Ruanda. Els càrrecs van incloure incitació a cometre genocidi, complicitat en genocidi i assassinat. Després de la seva acusació, Uwilingiyimana es va reunir amb funcionaris del TPIR diverses vegades d'agost a novembre de 2005, i va proporcionar informació que després es va utilitzar en l'enjudiciament d'altres membres de l'antic règim.
El 25 de novembre va desaparèixer i el seu cadàver va aparèixer surant el 17 de desembre
El seu cos estava tan descompost que es va requerir evidència d'ADN per identificar-lo. Les seves mans també havien estat tallades del seu cos.